# Concord, Nebraska
Concord är en ort i Dixon County i delstaten Nebraska, USA.